# Martin Quaas

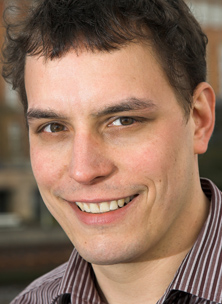
Martin Quaas

Martin Quaas (* 29. Januar 1974 in Düsseldorf) ist ein deutscher Physiker, Wirtschaftswissenschaftler und Hochschullehrer.

## Wissenschaftliche Laufbahn
Martin Quaas studierte von 1993 bis 1998 an der Universität Duisburg-Essen und erlangte dort 1998 sein Diplom in theoretischer Physik. 2002 erreichte er die Doktorwürde in den Wirtschaftswissenschaften an der Fakultät für Ökonomie und Sozialwissenschaften der Universität Heidelberg. Von 2004 bis 2007 war er Wissenschaftler (Postdoc) am Umweltforschungszentrum Leipzig sowie an der Universität Tilburg in den Niederlanden. Zwischen 2007 und 2010 wurde ihm eine Juniorprofessur an der Wirtschafts- und Sozialwissenschaftlichen Fakultät der Christian-Albrechts-Universität zu Kiel zuteil. 2010 bis 2018 war er Professor für Umwelt-, Ressourcen- und Ökologische Ökonomik an der Wirtschafts- und Sozialwissenschaftlichen Fakultät der Christian-Albrechts-Universität zu Kiel. Seit Oktober 2018 ist er Professor für Biodiversitätsökonomik in gemeinsamer Berufung am Deutschen Zentrum für integrative Biodiversitätsforschung – iDiv sowie an der Universität Leipzig.

## Ehrungen und Auszeichnungen
- 1999–2002 PhD Fellowship, DFG-Forschungstrainingsgruppe Environmental and Resource Economics, Universität Heidelberg und Mannheim
- 2005 Umweltpreis der Viktor und Sigrid Dulger Stiftung (Universität Heidelberg) für seine Doktorarbeit
- 2006 Postdoc-Fellowship, des Deutschen Akademischen Austauschdienstes (DAAD)[1]

## Forschungsprojekte
- 2007–2010 Sustainable Use of Ecosystem Services under Uncertainty
- 2009–2012 BIOACID – Biological Impacts of Ocean Acidification
- 2010–2012 FACTS – Forage Fish Interactions
- 2010–2013 Efficient inter- and itragenerationally just use of ecosystem services (EIGEN)[1]

## Ausgewählte Publikationen
- Quaas, M.F., Meya, J.N., Schenk, H., Bos, B., Drupp, M.A., Requate, T. (2020): The Social Cost of Contacts: Theory and Evidence for the Covid-19 Pandemic in Germany. CESifo Working Paper No. 8347, Online.
- Quaas, M.F., Baumgärtner, S., Drupp, M.A., Meya, J.N. (2020): Intertemporal utility with heterogeneous goods and constant elasticity of substitution. Economic Letters, 19: 10909.
- Quaas, M. F., Quaas, J., Rickels, W., & Boucher, O. (2017). Are there reasons against open-ended research into solar radiation management? A model of intergenerational decision-making under uncertainty. Journal of Environmental Economics and Management, 84, 1–17.
- Baumgärtner, S., Drupp, M. A., Meya, J. N., Munz, J. M., & Quaas, M. F. (2017). Income inequality and willingness to pay for environmental public goods. Journal of Environmental Economics and Management, 85, 35–61.
- Quaas, M. F., Van Soest, D., & Baumgärtner, S. (2013). Complementarity, impatience, and the resilience of natural-resource-dependent economies. Journal of Environmental Economics and Management, 66(1), 15–32.
- Derissen, S., Quaas, M.F., Baumgärtner, S. (2011) The relationship between resilience and sustainability of ecological-economic systems. Ecol. Econ. 70, 1121–1128.
- Froese, R., Quaas, M.F. (2011) Three Options for Rebuilding the Cod Stock in the Eastern Baltic Sea. Mar. Ecol. Progr. Ser. 434, 197–200.
- Baumgärtner, S., Quaas, M.F. (2010) What is sustainability economics? Ecol. Econ. 69, 445–450.
- Baumgärtner, S., Quaas, M.F. (2009) Ecological-economic viability as a criterion of strong sustainability under uncertainty. Ecol. Econ. 68, 2008–2020.
- Quaas, M.F., Baumgärtner, S., Becker, C., Frank, K., Müller, B. (2007) Uncertainty and sustainability in the management of rangelands. Ecol. Econ. 62, 251–266.[1]

## Privates
Quaas ist verheiratet und hat drei Kinder. Sein Zwillingsbruder Johannes ist Professor für Theoretische Meteorologie ebenfalls an der Universität Leipzig.